# Pynk
«Pynk» — песня американской певицы Жанели Монэ, выпущенная 10 апреля 2018 года в качестве третьего сингла со студийного альбома Dirty Computer. Песня записана при участии канадской певицы Граймс; из-за использования нескольких строчек в соавторство также были включены создатели песни «Pink» (участники музыкальной группы Aerosmith — Стивен Тайлер, Глен Баллард и Ричард Супа). Текст песни продолжает тему расширения возможностей женщин и их прав, освещённую в предыдущем сингле певицы «Django Jane».
Певица охарактеризовала песню «празднованием созидания, потворством своим желаниям, чувственности и могущественности вагины», а розовый цвет, по её мнению, «объединяет всё человечество», потому что он «находится в самых глубоких и тёмных уголках людей во всём мире».

## Реакция общественности
Электронный журнал Pitchfork похвалил и назвал песню «Pynk» лучшим новым треком. Музыкальный критик Ева Барлоу отметила: «В попытке призыва к единству и принятию людей за рамками гендерных отличий, песня своим акустическим звучанием и сопутствующим феминистским видеоклипом подчеркивает давнее стремление Жанели к появлению более толерантного общества».

## Музыкальный видеоклип
Премьера музыкального видеоклипа, режиссёром которого является Эмма Уэстенберг, состоялась 10 апреля 2018 года на видеохостинговом сайте YouTube. В съёмках видеоклипа приняла участие американская актриса Тесса Томпсон, которая совместно с Жанель и другими девушками танцевали в пустыне, участвовали в вечеринке с ночёвкой, сидели у бассейна, давая высокую оценку женственности как преимуществу над маскулинностью.
В августе 2018 года видеоклип получил номинацию Лучшее видео с социальным подтекстом на церемонии MTV Video Music Awards, а также был номинирован на Премию «Грэмми» за лучшее музыкальное видео в рамках проведения 61-й церемонии.

## Список композиций
- Digital download[7]

1. «Pynk» (при участии Граймс) — 4:00

- Remix single[8]

1. «Pynk» (при участии Граймс) [King Arthur Remix] — 3:58

## Чарты
| Недельный чарт (2018) | Высшее место |
| --------------------- | ------------ |
| Iceland (RÚV)         | 14           |
| R&B Songs (Billboard) | 21           |